# Mercedes-Benz Tourismo
Mercedes-Benz Tourismo er en turistbusmodel fra Mercedes-Benz hhv. deres datterselskab EvoBus.
Allerede i 1992 solgte Mercedes-Benz med den i Tyrkiet fremstillede O 340 en billig turistbus, som teknisk set var en videreudvikling af forgængeren O 303 og lignede den meget. Hvor O 340 forblev meget sjælden i Tyskland, blev modellen i 1994 frem for alt optisk modificeret og fandt fra denne tid under navnet O 350 med tilnavnet "Tourismo" ret stor udbredelse, som også reducerede salget af topmodellen O 404. Også O 350 havde separate hjulophæng foran og skivebremser på alle hjul. Den fandtes i to højder, som højdækker (RHD) og superhøjdækker (SHD).
Hvor Tourismo i år 2000 kun fik et facelift, hvor front og bagende blev optisk ændret, præsenteredes på Frankfurt Motor Show 2006 en komplet nyudviklet model, som bevidst blev lavet som billigere alternativ til Travego. Ifølge Daimler AG er Travego S-klassen indenfor busserne, hvorimod Tourismo er E-klassen og dermed volumenmodellen. Den nye Tourismo ligner ikke kun Travego udseendemæssigt, men også flertallet af komponenterne er identiske. Hvor Travego til det vesteuropæiske marked bygges i Tyskland, bygges Tourismo ligesom før på Mercedes-Benz' busfabrik i Tyrkiet.
Den findes som højdækker i fire forskellige længder: 12,14 m (RHD) og 12,96 m (M/2) i toakslet udgave samt 12,96 m (M) og 13,99 m (L) med tre aksler. Den højere SHD-model udgik. I stedet introduceredes i 2009 en lavere højgulvsversion som efterfølger for Integro H (Tourismo RH som 12,14 m hhv. RH M som 12,98 m med to aksler).